# Turkmeense presidentsverkiezingen 1990

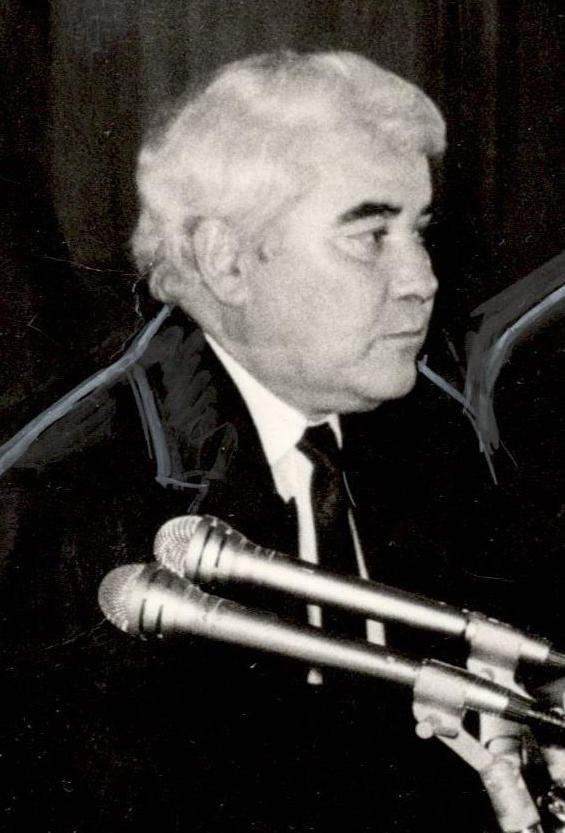
Saparmurat Niazov werd op 27 oktober 1990 gekozen tot eerste president van de Turkmeense SSR.

Voor de nieuw ingestelde functie van president van de Turkmeense Socialistische Sovjetrepubliek, een unierepubliek van de Sovjet-Unie, vonden op 27 oktober 1990 verkiezingen plaats. De enige kandidaat was Saparmurat Niazov (1940-2006), de eerste secretaris van de Communistische Partij van Turkmenistan sinds 1985. Hij bekleedde sinds het begin van 1990 tevens het ambt van voorzitter van de Opperste Sovjet van de Turkmeense SSR en was daarmee de onbetwiste machthebber van de unierepubliek. Niazov kreeg ruim 98% van de stemmen bij een opkomst van 97%.
Op 2 november 1990 trad Niazov als president van de Turkmeense SSR in functie. In 1992 vonden er nieuwe presidentsverkiezingen plaats; het land was inmiddels onafhankelijk geworden van de Sovjet-Unie.

## Uitslag
| Naam                            | Naam                            | Partij                                 | Stemmen   | %      |
| ------------------------------- | ------------------------------- | -------------------------------------- | --------- | ------ |
|                                 | Saparmurat Niazov               | Communistische Partij van Turkmenistan | 1.716.278 | 98,29% |
| Tegen                           | Tegen                           | Tegen                                  | 29.790    | 1,71%  |
| Totaal                          | Totaal                          | Totaal                                 | 1.746.068 | 100%   |
|                                 |                                 |                                        |           |        |
| Geregistreerde kiezers/ opkomst | Geregistreerde kiezers/ opkomst | Geregistreerde kiezers/ opkomst        | 1.746.375 | 96,71% |
| Bron: Nohlen, et al.            |                                 |                                        |           |        |